# Família Chamorro
A família Chamorro tem sua origem em Espanha. Um ramo da família se tornou proeminente na Nicarágua, no século XVIII e sua influência continua até hoje. Historicamente, os Chamorros estiveram estreitamente associados com os conservadores, mas a Revolução Sandinista dividiu sua lealdade, com alguns membros apoiando os sandinistas. Membros proeminentes desta família são:
|  |  | Josefa Peréz | Josefa Peréz | Josefa Peréz         | Josefa Peréz         | Josefa Peréz                    | Josefa Peréz                    |                                     |                                 | Pedro Jose Chamorro Argüello    | Pedro Jose Chamorro Argüello    | Pedro Jose Chamorro Argüello | Pedro Jose Chamorro Argüello | Pedro Jose Chamorro Argüello | Pedro Jose Chamorro Argüello |                            |                            | Josefa Margarita Alfaro Monterroso | Josefa Margarita Alfaro Monterroso | Josefa Margarita Alfaro Monterroso   | Josefa Margarita Alfaro Monterroso   | Josefa Margarita Alfaro Monterroso   | Josefa Margarita Alfaro Monterroso   |                                      |                                      |                               |                               |                           |                           |                                          |                                          |                                          |                                          |                                          |                                          |                                          |                                          |                                           |                                           |                                           |                                           |                                           |                                           |                                 |                                 |                                           |                                           |                                           |                                           |                                           |                                           |                                        |                                        |                                        |                                        |  |  |  |  |  |  |
|  |  | Josefa Peréz | Josefa Peréz | Josefa Peréz         | Josefa Peréz         | Josefa Peréz                    | Josefa Peréz                    |                                     |                                 | Pedro Jose Chamorro Argüello    | Pedro Jose Chamorro Argüello    | Pedro Jose Chamorro Argüello | Pedro Jose Chamorro Argüello | Pedro Jose Chamorro Argüello | Pedro Jose Chamorro Argüello |                            |                            | Josefa Margarita Alfaro Monterroso | Josefa Margarita Alfaro Monterroso | Josefa Margarita Alfaro Monterroso   | Josefa Margarita Alfaro Monterroso   | Josefa Margarita Alfaro Monterroso   | Josefa Margarita Alfaro Monterroso   |                                      |                                      |                               |                               |                           |                           |                                          |                                          |                                          |                                          |                                          |                                          |                                          |                                          |                                           |                                           |                                           |                                           |                                           |                                           |                                 |                                 |                                           |                                           |                                           |                                           |                                           |                                           |                                        |                                        |                                        |                                        |  |  |  |  |  |  |
|  |  |              |              |                      |                      |                                 |                                 |                                     |                                 |                                 |                                 |                              |                              |                              |                              |                            |                            |                                    |                                    |                                      |                                      |                                      |                                      |                                      |                                      |                               |                               |                           |                           |                                          |                                          |                                          |                                          |                                          |                                          |                                          |                                          |                                           |                                           |                                           |                                           |                                           |                                           |                                 |                                 |                                           |                                           |                                           |                                           |                                           |                                           |                                        |                                        |                                        |                                        |  |  |  |  |  |  |
|  |  |              |              |                      |                      |                                 |                                 |                                     |                                 |                                 |                                 |                              |                              |                              |                              |                            |                            |                                    |                                    |                                      |                                      |                                      |                                      |                                      |                                      |                               |                               |                           |                           |                                          |                                          |                                          |                                          |                                          |                                          |                                          |                                          |                                           |                                           |                                           |                                           |                                           |                                           |                                 |                                 |                                           |                                           |                                           |                                           |                                           |                                           |                                        |                                        |                                        |                                        |  |  |  |  |  |  |
|  |  |              |              |                      |                      | Presidente Fruto Chamorro Pérez | Presidente Fruto Chamorro Pérez | Presidente Fruto Chamorro Pérez     | Presidente Fruto Chamorro Pérez | Presidente Fruto Chamorro Pérez | Presidente Fruto Chamorro Pérez |                              |                              | Dionisio Chamorro Alfaro     | Dionisio Chamorro Alfaro     | Dionisio Chamorro Alfaro   | Dionisio Chamorro Alfaro   | Dionisio Chamorro Alfaro           | Dionisio Chamorro Alfaro           |                                      |                                      | Mercedes Oreamuno                    | Mercedes Oreamuno                    | Mercedes Oreamuno                    | Mercedes Oreamuno                    | Mercedes Oreamuno             | Mercedes Oreamuno             |                           |                           | Presidente Pedro Joaquín Chamorro Alfaro | Presidente Pedro Joaquín Chamorro Alfaro | Presidente Pedro Joaquín Chamorro Alfaro | Presidente Pedro Joaquín Chamorro Alfaro | Presidente Pedro Joaquín Chamorro Alfaro | Presidente Pedro Joaquín Chamorro Alfaro |                                          |                                          | Maria de la Luz Bolaños Bendana (1828 - ) | Maria de la Luz Bolaños Bendana (1828 - ) | Maria de la Luz Bolaños Bendana (1828 - ) | Maria de la Luz Bolaños Bendana (1828 - ) | Maria de la Luz Bolaños Bendana (1828 - ) | Maria de la Luz Bolaños Bendana (1828 - ) |                                 |                                 | General Fernando Chamorro Alfaro          | General Fernando Chamorro Alfaro          | General Fernando Chamorro Alfaro          | General Fernando Chamorro Alfaro          | General Fernando Chamorro Alfaro          | General Fernando Chamorro Alfaro          |                                        |                                        |                                        |                                        |  |  |  |  |  |  |
|  |  |              |              |                      |                      | Presidente Fruto Chamorro Pérez | Presidente Fruto Chamorro Pérez | Presidente Fruto Chamorro Pérez     | Presidente Fruto Chamorro Pérez | Presidente Fruto Chamorro Pérez | Presidente Fruto Chamorro Pérez |                              |                              | Dionisio Chamorro Alfaro     | Dionisio Chamorro Alfaro     | Dionisio Chamorro Alfaro   | Dionisio Chamorro Alfaro   | Dionisio Chamorro Alfaro           | Dionisio Chamorro Alfaro           |                                      |                                      | Mercedes Oreamuno                    | Mercedes Oreamuno                    | Mercedes Oreamuno                    | Mercedes Oreamuno                    | Mercedes Oreamuno             | Mercedes Oreamuno             |                           |                           | Presidente Pedro Joaquín Chamorro Alfaro | Presidente Pedro Joaquín Chamorro Alfaro | Presidente Pedro Joaquín Chamorro Alfaro | Presidente Pedro Joaquín Chamorro Alfaro | Presidente Pedro Joaquín Chamorro Alfaro | Presidente Pedro Joaquín Chamorro Alfaro |                                          |                                          | Maria de la Luz Bolaños Bendana (1828 - ) | Maria de la Luz Bolaños Bendana (1828 - ) | Maria de la Luz Bolaños Bendana (1828 - ) | Maria de la Luz Bolaños Bendana (1828 - ) | Maria de la Luz Bolaños Bendana (1828 - ) | Maria de la Luz Bolaños Bendana (1828 - ) |                                 |                                 | General Fernando Chamorro Alfaro          | General Fernando Chamorro Alfaro          | General Fernando Chamorro Alfaro          | General Fernando Chamorro Alfaro          | General Fernando Chamorro Alfaro          | General Fernando Chamorro Alfaro          |                                        |                                        |                                        |                                        |  |  |  |  |  |  |
|  |  |              |              |                      |                      |                                 |                                 |                                     |                                 |                                 |                                 |                              |                              |                              |                              |                            |                            |                                    |                                    |                                      |                                      |                                      |                                      |                                      |                                      |                               |                               |                           |                           |                                          |                                          |                                          |                                          |                                          |                                          |                                          |                                          |                                           |                                           |                                           |                                           |                                           |                                           |                                 |                                 |                                           |                                           |                                           |                                           |                                           |                                           |                                        |                                        |                                        |                                        |  |  |  |  |  |  |
|  |  |              |              | Gregoria Vargas Báez | Gregoria Vargas Báez | Gregoria Vargas Báez            | Gregoria Vargas Báez            | Gregoria Vargas Báez                | Gregoria Vargas Báez            |                                 |                                 | Salvador Chamorro            | Salvador Chamorro            | Salvador Chamorro            | Salvador Chamorro            | Salvador Chamorro          | Salvador Chamorro          |                                    |                                    | Presidente Rosendo Chamorro Oreamuno | Presidente Rosendo Chamorro Oreamuno | Presidente Rosendo Chamorro Oreamuno | Presidente Rosendo Chamorro Oreamuno | Presidente Rosendo Chamorro Oreamuno | Presidente Rosendo Chamorro Oreamuno |                               |                               |                           |                           |                                          |                                          |                                          |                                          |                                          |                                          |                                          |                                          |                                           |                                           |                                           |                                           |                                           |                                           |                                 |                                 |                                           |                                           |                                           |                                           |                                           |                                           |                                        |                                        |                                        |                                        |  |  |  |  |  |  |
|  |  |              |              | Gregoria Vargas Báez | Gregoria Vargas Báez | Gregoria Vargas Báez            | Gregoria Vargas Báez            | Gregoria Vargas Báez                | Gregoria Vargas Báez            |                                 |                                 | Salvador Chamorro            | Salvador Chamorro            | Salvador Chamorro            | Salvador Chamorro            | Salvador Chamorro          | Salvador Chamorro          |                                    |                                    | Presidente Rosendo Chamorro Oreamuno | Presidente Rosendo Chamorro Oreamuno | Presidente Rosendo Chamorro Oreamuno | Presidente Rosendo Chamorro Oreamuno | Presidente Rosendo Chamorro Oreamuno | Presidente Rosendo Chamorro Oreamuno |                               |                               |                           |                           |                                          |                                          |                                          |                                          |                                          |                                          |                                          |                                          |                                           |                                           |                                           |                                           |                                           |                                           |                                 |                                 |                                           |                                           |                                           |                                           |                                           |                                           |                                        |                                        |                                        |                                        |  |  |  |  |  |  |
|  |  |              |              |                      |                      |                                 |                                 |                                     |                                 |                                 |                                 |                              |                              |                              |                              |                            |                            |                                    |                                    |                                      |                                      |                                      |                                      |                                      |                                      |                               |                               |                           |                           |                                          |                                          |                                          |                                          |                                          |                                          |                                          |                                          |                                           |                                           |                                           |                                           |                                           |                                           |                                 |                                 |                                           |                                           |                                           |                                           |                                           |                                           |                                        |                                        |                                        |                                        |  |  |  |  |  |  |
|  |  |              |              |                      |                      |                                 |                                 | Presidente Emiliano Chamorro Vargas |                                 |                                 |                                 |                              |                              |                              |                              |                            |                            |                                    |                                    |                                      |                                      |                                      |                                      |                                      |                                      |                               |                               |                           |                           |                                          |                                          |                                          |                                          |                                          |                                          |                                          |                                          |                                           |                                           |                                           |                                           |                                           |                                           |                                 |                                 |                                           |                                           |                                           |                                           |                                           |                                           |                                        |                                        |                                        |                                        |  |  |  |  |  |  |
|  |  |              |              |                      |                      |                                 |                                 |                                     |                                 |                                 |                                 |                              |                              |                              |                              |                            |                            |                                    |                                    |                                      |                                      |                                      |                                      |                                      |                                      |                               |                               |                           |                           |                                          |                                          |                                          |                                          |                                          |                                          |                                          |                                          |                                           |                                           |                                           |                                           |                                           |                                           |                                 |                                 |                                           |                                           |                                           |                                           |                                           |                                           |                                        |                                        |                                        |                                        |  |  |  |  |  |  |
|  |  |              |              |                      |                      |                                 |                                 |                                     |                                 |                                 |                                 |                              |                              |                              |                              |                            |                            |                                    |                                    |                                      |                                      |                                      |                                      |                                      |                                      |                               |                               |                           |                           |                                          |                                          |                                          |                                          |                                          |                                          |                                          |                                          |                                           |                                           |                                           |                                           |                                           |                                           |                                 |                                 |                                           |                                           |                                           |                                           |                                           |                                           |                                        |                                        |                                        |                                        |  |  |  |  |  |  |
|  |  |              |              |                      |                      |                                 |                                 | Bertha Benard Vivas                 | Bertha Benard Vivas             | Bertha Benard Vivas             | Bertha Benard Vivas             | Bertha Benard Vivas          | Bertha Benard Vivas          |                              |                              | Filadelfo Chamorro Bolaños | Filadelfo Chamorro Bolaños | Filadelfo Chamorro Bolaños         | Filadelfo Chamorro Bolaños         | Filadelfo Chamorro Bolaños           | Filadelfo Chamorro Bolaños           |                                      |                                      | Dolores Bolaños Chamorro             | Dolores Bolaños Chamorro             | Dolores Bolaños Chamorro      | Dolores Bolaños Chamorro      | Dolores Bolaños Chamorro  | Dolores Bolaños Chamorro  |                                          |                                          | Presidente Diego Manuel Chamorro Bolaños | Presidente Diego Manuel Chamorro Bolaños | Presidente Diego Manuel Chamorro Bolaños | Presidente Diego Manuel Chamorro Bolaños | Presidente Diego Manuel Chamorro Bolaños | Presidente Diego Manuel Chamorro Bolaños |                                           |                                           | Pedro Joaquin Chamorro Bolaños            | Pedro Joaquin Chamorro Bolaños            | Pedro Joaquin Chamorro Bolaños            | Pedro Joaquin Chamorro Bolaños            | Pedro Joaquin Chamorro Bolaños  | Pedro Joaquin Chamorro Bolaños  |                                           |                                           | Ana María Zelaya Bolaños                  | Ana María Zelaya Bolaños                  | Ana María Zelaya Bolaños                  | Ana María Zelaya Bolaños                  | Ana María Zelaya Bolaños               | Ana María Zelaya Bolaños               |                                        |                                        |  |  |  |  |  |  |
|  |  |              |              |                      |                      |                                 |                                 | Bertha Benard Vivas                 | Bertha Benard Vivas             | Bertha Benard Vivas             | Bertha Benard Vivas             | Bertha Benard Vivas          | Bertha Benard Vivas          |                              |                              | Filadelfo Chamorro Bolaños | Filadelfo Chamorro Bolaños | Filadelfo Chamorro Bolaños         | Filadelfo Chamorro Bolaños         | Filadelfo Chamorro Bolaños           | Filadelfo Chamorro Bolaños           |                                      |                                      | Dolores Bolaños Chamorro             | Dolores Bolaños Chamorro             | Dolores Bolaños Chamorro      | Dolores Bolaños Chamorro      | Dolores Bolaños Chamorro  | Dolores Bolaños Chamorro  |                                          |                                          | Presidente Diego Manuel Chamorro Bolaños | Presidente Diego Manuel Chamorro Bolaños | Presidente Diego Manuel Chamorro Bolaños | Presidente Diego Manuel Chamorro Bolaños | Presidente Diego Manuel Chamorro Bolaños | Presidente Diego Manuel Chamorro Bolaños |                                           |                                           | Pedro Joaquin Chamorro Bolaños            | Pedro Joaquin Chamorro Bolaños            | Pedro Joaquin Chamorro Bolaños            | Pedro Joaquin Chamorro Bolaños            | Pedro Joaquin Chamorro Bolaños  | Pedro Joaquin Chamorro Bolaños  |                                           |                                           | Ana María Zelaya Bolaños                  | Ana María Zelaya Bolaños                  | Ana María Zelaya Bolaños                  | Ana María Zelaya Bolaños                  | Ana María Zelaya Bolaños               | Ana María Zelaya Bolaños               |                                        |                                        |  |  |  |  |  |  |
|  |  |              |              |                      |                      |                                 |                                 |                                     |                                 |                                 |                                 |                              |                              |                              |                              |                            |                            |                                    |                                    |                                      |                                      |                                      |                                      |                                      |                                      |                               |                               |                           |                           |                                          |                                          |                                          |                                          |                                          |                                          |                                          |                                          |                                           |                                           |                                           |                                           |                                           |                                           |                                 |                                 |                                           |                                           |                                           |                                           |                                           |                                           |                                        |                                        |                                        |                                        |  |  |  |  |  |  |
|  |  |              |              | Lola Coronel Urtecho | Lola Coronel Urtecho | Lola Coronel Urtecho            | Lola Coronel Urtecho            | Lola Coronel Urtecho                | Lola Coronel Urtecho            |                                 |                                 | Julio Chamorro Benard        | Julio Chamorro Benard        | Julio Chamorro Benard        | Julio Chamorro Benard        | Julio Chamorro Benard      | Julio Chamorro Benard      |                                    |                                    | Fernando Chamorro Chamorro           | Fernando Chamorro Chamorro           | Fernando Chamorro Chamorro           | Fernando Chamorro Chamorro           | Fernando Chamorro Chamorro           | Fernando Chamorro Chamorro           |                               |                               | Mercedes Chamorro Bolaños | Mercedes Chamorro Bolaños | Mercedes Chamorro Bolaños                | Mercedes Chamorro Bolaños                | Mercedes Chamorro Bolaños                | Mercedes Chamorro Bolaños                |                                          |                                          |                                          |                                          | Margarita Cardenal Argüello               | Margarita Cardenal Argüello               | Margarita Cardenal Argüello               | Margarita Cardenal Argüello               | Margarita Cardenal Argüello               | Margarita Cardenal Argüello               |                                 |                                 | Pedro Joaquín Chamorro Zelaya             | Pedro Joaquín Chamorro Zelaya             | Pedro Joaquín Chamorro Zelaya             | Pedro Joaquín Chamorro Zelaya             | Pedro Joaquín Chamorro Zelaya             | Pedro Joaquín Chamorro Zelaya             |                                        |                                        |                                        |                                        |  |  |  |  |  |  |
|  |  |              |              | Lola Coronel Urtecho | Lola Coronel Urtecho | Lola Coronel Urtecho            | Lola Coronel Urtecho            | Lola Coronel Urtecho                | Lola Coronel Urtecho            |                                 |                                 | Julio Chamorro Benard        | Julio Chamorro Benard        | Julio Chamorro Benard        | Julio Chamorro Benard        | Julio Chamorro Benard      | Julio Chamorro Benard      |                                    |                                    | Fernando Chamorro Chamorro           | Fernando Chamorro Chamorro           | Fernando Chamorro Chamorro           | Fernando Chamorro Chamorro           | Fernando Chamorro Chamorro           | Fernando Chamorro Chamorro           |                               |                               | Mercedes Chamorro Bolaños | Mercedes Chamorro Bolaños | Mercedes Chamorro Bolaños                | Mercedes Chamorro Bolaños                | Mercedes Chamorro Bolaños                | Mercedes Chamorro Bolaños                |                                          |                                          |                                          |                                          | Margarita Cardenal Argüello               | Margarita Cardenal Argüello               | Margarita Cardenal Argüello               | Margarita Cardenal Argüello               | Margarita Cardenal Argüello               | Margarita Cardenal Argüello               |                                 |                                 | Pedro Joaquín Chamorro Zelaya             | Pedro Joaquín Chamorro Zelaya             | Pedro Joaquín Chamorro Zelaya             | Pedro Joaquín Chamorro Zelaya             | Pedro Joaquín Chamorro Zelaya             | Pedro Joaquín Chamorro Zelaya             |                                        |                                        |                                        |                                        |  |  |  |  |  |  |
|  |  |              |              |                      |                      |                                 |                                 |                                     |                                 |                                 |                                 |                              |                              |                              |                              |                            |                            |                                    |                                    |                                      |                                      |                                      |                                      |                                      |                                      |                               |                               |                           |                           |                                          |                                          |                                          |                                          |                                          |                                          |                                          |                                          |                                           |                                           |                                           |                                           |                                           |                                           |                                 |                                 |                                           |                                           |                                           |                                           |                                           |                                           |                                        |                                        |                                        |                                        |  |  |  |  |  |  |
|  |  |              |              |                      |                      |                                 |                                 |                                     |                                 |                                 |                                 |                              |                              |                              |                              |                            |                            |                                    |                                    |                                      |                                      |                                      |                                      |                                      |                                      |                               |                               |                           |                           |                                          |                                          |                                          |                                          |                                          |                                          |                                          |                                          |                                           |                                           |                                           |                                           |                                           |                                           |                                 |                                 |                                           |                                           |                                           |                                           |                                           |                                           |                                        |                                        |                                        |                                        |  |  |  |  |  |  |
|  |  |              |              |                      |                      |                                 |                                 | Coronel Edgar Chamorro              | Coronel Edgar Chamorro          | Coronel Edgar Chamorro          | Coronel Edgar Chamorro          | Coronel Edgar Chamorro       | Coronel Edgar Chamorro       |                              |                              |                            |                            | Blanca Rappaccioli Asenjo          | Blanca Rappaccioli Asenjo          | Blanca Rappaccioli Asenjo            | Blanca Rappaccioli Asenjo            | Blanca Rappaccioli Asenjo            | Blanca Rappaccioli Asenjo            |                                      |                                      | Edmundo Chamorro Chamorro     | Edmundo Chamorro Chamorro     | Edmundo Chamorro Chamorro | Edmundo Chamorro Chamorro | Edmundo Chamorro Chamorro                | Edmundo Chamorro Chamorro                |                                          |                                          | Xavier Chamorro Cardenal                 | Xavier Chamorro Cardenal                 | Xavier Chamorro Cardenal                 | Xavier Chamorro Cardenal                 | Xavier Chamorro Cardenal                  | Xavier Chamorro Cardenal                  |                                           |                                           | Pedro Joaquín Chamorro Cardenal           | Pedro Joaquín Chamorro Cardenal           | Pedro Joaquín Chamorro Cardenal | Pedro Joaquín Chamorro Cardenal | Pedro Joaquín Chamorro Cardenal           | Pedro Joaquín Chamorro Cardenal           |                                           |                                           | Presidente Violeta Barrios de Chamorro    | Presidente Violeta Barrios de Chamorro    | Presidente Violeta Barrios de Chamorro | Presidente Violeta Barrios de Chamorro | Presidente Violeta Barrios de Chamorro | Presidente Violeta Barrios de Chamorro |  |  |  |  |  |  |
|  |  |              |              |                      |                      |                                 |                                 | Coronel Edgar Chamorro              | Coronel Edgar Chamorro          | Coronel Edgar Chamorro          | Coronel Edgar Chamorro          | Coronel Edgar Chamorro       | Coronel Edgar Chamorro       |                              |                              |                            |                            | Blanca Rappaccioli Asenjo          | Blanca Rappaccioli Asenjo          | Blanca Rappaccioli Asenjo            | Blanca Rappaccioli Asenjo            | Blanca Rappaccioli Asenjo            | Blanca Rappaccioli Asenjo            |                                      |                                      | Edmundo Chamorro Chamorro     | Edmundo Chamorro Chamorro     | Edmundo Chamorro Chamorro | Edmundo Chamorro Chamorro | Edmundo Chamorro Chamorro                | Edmundo Chamorro Chamorro                |                                          |                                          | Xavier Chamorro Cardenal                 | Xavier Chamorro Cardenal                 | Xavier Chamorro Cardenal                 | Xavier Chamorro Cardenal                 | Xavier Chamorro Cardenal                  | Xavier Chamorro Cardenal                  |                                           |                                           | Pedro Joaquín Chamorro Cardenal           | Pedro Joaquín Chamorro Cardenal           | Pedro Joaquín Chamorro Cardenal | Pedro Joaquín Chamorro Cardenal | Pedro Joaquín Chamorro Cardenal           | Pedro Joaquín Chamorro Cardenal           |                                           |                                           | Presidente Violeta Barrios de Chamorro    | Presidente Violeta Barrios de Chamorro    | Presidente Violeta Barrios de Chamorro | Presidente Violeta Barrios de Chamorro | Presidente Violeta Barrios de Chamorro | Presidente Violeta Barrios de Chamorro |  |  |  |  |  |  |
|  |  |              |              |                      |                      |                                 |                                 |                                     |                                 |                                 |                                 |                              |                              |                              |                              |                            |                            |                                    |                                    |                                      |                                      |                                      |                                      |                                      |                                      |                               |                               |                           |                           |                                          |                                          |                                          |                                          |                                          |                                          |                                          |                                          |                                           |                                           |                                           |                                           |                                           |                                           |                                 |                                 |                                           |                                           |                                           |                                           |                                           |                                           |                                        |                                        |                                        |                                        |  |  |  |  |  |  |
|  |  |              |              |                      |                      |                                 |                                 |                                     |                                 |                                 |                                 |                              |                              |                              |                              |                            |                            |                                    |                                    |                                      |                                      | Fernando Chamorro Rappaccioli        | Fernando Chamorro Rappaccioli        | Fernando Chamorro Rappaccioli        | Fernando Chamorro Rappaccioli        | Fernando Chamorro Rappaccioli | Fernando Chamorro Rappaccioli |                           |                           |                                          |                                          |                                          |                                          |                                          |                                          |                                          |                                          |                                           |                                           |                                           |                                           |                                           |                                           |                                 |                                 | Pedro Joaquín Chamorro Barrios (Ministro) | Pedro Joaquín Chamorro Barrios (Ministro) | Pedro Joaquín Chamorro Barrios (Ministro) | Pedro Joaquín Chamorro Barrios (Ministro) | Pedro Joaquín Chamorro Barrios (Ministro) | Pedro Joaquín Chamorro Barrios (Ministro) |                                        |                                        |                                        |                                        |  |  |  |  |  |  |

## Erros de fontes externas
- Pedro Joaquín Chamorro Alfaro é incorretamente é listado como Pedro Joaquín Chamorro Bolaños nas seguintes fontes:
  - DATOS HISTORICOS
  - Familia Chamorro
- MSN - ENCARTA

- Pedro Joaquín Chamorro Bolaños é incorretamente é listado como Pedro José Chamorro Bolaños nas seguintes fontes:
  - 3 Conquistador and Colonial Elites of Central America

## Ver Também
- Família Somoza